# Glostrup (općina)
Glostrup je općina u danskoj regiji Hovedstaden.

## Zemljopis
Općina se nalazi u sjeveroistočnom dijelu otoka Zelanda, prositire se na 13,31 km2.

## Stanovništvo
Prema podacima o broju stanovnika iz 2010. godine općina je imala 	21.008 stanovnika, dok je prosječna gustoća naseljenosti 1.578,36 stan/km2. Središte općine je Kopenhagensko naselje Glostrup.

## Vanjske poveznice
- Službena stranica općine